# Keith Urban (album)
Keith Urban è il secondo album in studio del cantante australiano Keith Urban, pubblicato il 19 ottobre 1999 dalla Capitol Nashville.

## Tracce
1. It's a Love Thing – 3:40 (Keith Urban, Monty Powell)
2. Where the Blacktop Ends – 2:58 (Steve Wariner, Allen Shamblin)
3. But for the Grace of God – 4:30 (Keith Urban, Charlotte Caffey, Jane Wiedlin)
4. Your Everything – 4:10 (Chris Lindsey, Bob Regan)
5. I Wanna Be Your Man (Forever) – 3:07 (Keith Urban)
6. A Little Luck of Our Own – 3:22 (Gary Burr, Dale Daniel)
7. You're the Only One – 4:53 (Keith Urban, Michael Weinstein, Stevie Jordan)
8. If You Wanna Stay – 4:27 (Keith Urban)
9. Don't Shut Me Out – 3:52 (Keith Urban)
10. Out on My Own – 4:54 (Keith Urban, Vernon Rust)
11. Rollercoaster (Strumentale) – 2:51 (Keith Urban, Matt Rollings)
12. I Thought You Knew – 3:50 (Keith Urban, Matt Rollings, Skip Ewing)

## Classifiche
| Classifica (2001) | Posizione massima |
| ----------------- | ----------------- |
| Stati Uniti       | 145               |